# Ridase
Ridase je vesnice v estonském kraji Pärnumaa, samosprávně patřící do obce Lääneranna.